# Place Magen-David
Pour les articles homonymes, voir David.
La place Magen-David (en hébreu: כיכר מגן-דוד, Kikar Magen-David, soit la « place de l'Étoile-de-David ») est une voie de la ville israélienne de Tel Aviv. 

## Situation et accès
Cette place publique est située dans le centre-ville de Tel Aviv.

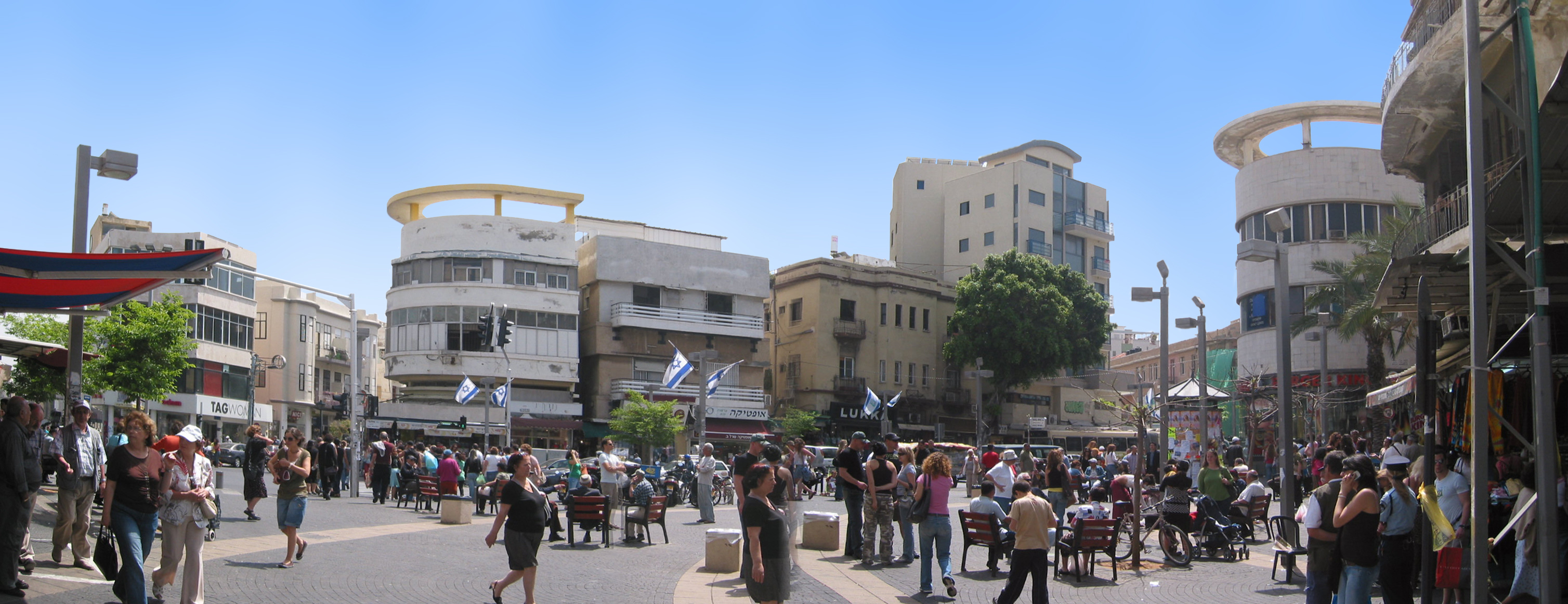
Panorama de la place Magen-David

## Origine du nom
Elle rappelle la symbolique de l'Étoile de David